# Animosity
Animosity — американская дэткор-группа из Сан-Франциско, основанная в 2000 году.

## История группы
Animosity — американская дэткор-группа из Сан-Франциско, основанная в 2000 году. Группа записала 3 альбома (Shut It Down в 2003; Empires в 2005; Animal в 2007) и одно демо в 2002 году под названием Hellraiser. Распалась в октябре 2009 года, вследствие бездействия участников относительно деятельности в группе. После стало известно, что группа распалась 26 октября 2009 года.

## Состав

### Текущий состав
- Leo Miller — вокал
- Frank Costa — гитара
- Chase Fraser — гитара (The Taste of Blood)
- Evan Brewer — бас (Reflux)
- Navene Koperwies — ударные (Sleep Terror)

### Бывшие участники
- Lucas Tusbota — ударные
- Nick Lazaro — бас, гитара
- Sean Koperwies — бас
- Jess — гитара
- Dan Kenny — бас

## Дискография
- Hellraiser — Demo, 2002
- Shut It Down — LP, 2003
- Empires — LP, 2005
- Animal — LP, 2007
- Altered Beast (Animosity & Drumcorps) — EP, 2008